# Морфология удмуртского языка

## Части речи
В удмуртском языке есть девять частей речи: имя существительное, имя прилагательное, имя числительное, местоимение, глагол, наречие, союзы, частицы и междометия, послелог.
Некоторые слова, входящие в одну и ту же часть речи, могут иметь разное значение или грамматические категории. Например, глагольная словоформа гожтымтэ может обозначать: 1) не написал, не записал (Егоров эшезлы гожтэт гожтымтэ — Егоров не написал письма своему товарищу); 2) ненаписанный (гожтымтэ гожтэт — ненаписанное письмо).

## Имя существительное
Имя существительное имеет категории числа, притяжательности и указательности. Категория грамматического рода отсутствует.
Существительные в единственном числе имеют нулевую абсолютную форму. Эта основа, как правило, при изменении по падежам не модифицируется. Множественное число имеет формы -ос (после гласных) и -ёс (после согласных): корка — коркаос (изба, дом — избы, дома), пурт — пуртъёс (нож — ножи).
Все существительные склоняются по падежам, несклоняемых существительных нет. В удмуртском языке существует 15 падежей. По функциям их можно разделить на две группы:

1) Субъектно-объектные: именительный (номинатив), винительный (аккузатив), родительный (адессив), разделительный (аблатив), дательный (аллатив), лишительный (абессив), соответственный (адвербиал-позитив), творительный (инструментал);

2) Местные: местный (инессив), входный (иллатив), исходный (элатив), отдалительный (эгрессив), переходный (пролатив), направительный (аппроксиматив), предельный (терминатив).
Существительные, обозначающие одушевлённые предметы, склоняются только по субъектно-объектным падежам, хотя некоторые из них могут также иметь формы направительного и предельного падежей. Существительные, обозначающие неодушевлённые предметы, склоняются по всем падежам.

### Именительный падеж
Существительный в именительном падеже выступают в назывной и определительной функции; они могут быть:
1. подлежащим (тракторист гыре — тракторист пашет);
2. сказуемым (кышноез — доярка, то есть (его) жена — доярка);
3. отношение целого к части;
4. материал, из которого сделан предмет;
5. отношения предметов по назначению;
6. предмет, являющийся носителем признака;

При сочетании с послелогом существительное обычно стоит в абсолютной форме.

### Винительный падеж
Винительный падеж (окон. -эз (-ез), нулевое, во мн.ч. -ыз и-ты) выступает в функции прямого дополнения, например, Ӟегез октыса быдтӥмы ини — рожь уже убрали; та газетъёсыз (газетъёсты) ӝӧк вылэ пон — газеты положили на стол.

### Родительный падеж
Родительный падеж (окон. -лэн) выражает принадлежностные отношения (обычно выступает в роли определения), например: совхозлэн бусыез — поле совхоза.

### Разделительный падеж
Разделительный падеж (окон. -лэсь, -ысь) выражает принадлежность в сочетании с именем, выступающим в роли прямого дополнения, например: Сергейлэсь карандашсэ басьтӥ — (Я) взял карандаш у Сергея. Приглагольный разделительный падеж существительных обычно выступает в роли косвенного дополнения и может обозначать: отстранение, выделение, изъятие, материал, из которого что-либо сделано, причину, а также участвует в образовании сравнительных конструкций, например: Петров машиналэсь палэнскиз, канавае усиз — Петров отскочил от машины и упал в канаву; стальысь кусо лэсьто — косу делают из стали (материал); кезьыт пужмерлэсь кызьпуос ӵужекто — от холодного инея берёзы желтеют; коркалэсь ӝужытгес — выше дома; метрлэсь паськытгем кышет — платок размером несколько более метра.

### Дательный падеж
Дательный падеж (окон. -лы) обозначает предмет или лицо на которое направлено действие, а также время, цель действия, превращение одного предмета в другой, в безличных конструкциях — субъект, например: колхозлы юрттыны — помочь колхозу, эшелы книга сётӥ — (я) дал книгу своему товарищу, агроном кык нуналлы городэ кошкиз — агроном на два дня уехал в город, Оля вулы мынэ — Оля идет за водой, чашйиз, кызьпуэз шелеплы пӧрмитӥз — ударила молния и берёза превратилась в щепки, Колялы председатель доры мыноно луиз — Коле пришлось идти к председателю.

### Лишительный падеж
Лишительный падеж (окон. -тэк, -тэм) обозначает отсутствие лица или предмета, например: книгатэк дышетскыны уг луы — без книги нельзя учиться; йыртэм кыльыны — остаться без головы (в переносном смысле)

### Соответственный падеж
Соответственный падеж (окон. -ья, -ъя) обозначает согласно кому или чему совершается действие, например: тон собраниын Ивановъя караськид — ты на собрании защищал Иванова (букв. Ты на собрании по Иванову сделался).

### Творительный падеж
Творительный падеж (окон. -эн (-ен), реже -ын) обозначает орудие, совместность действия, причину, способ и образ действия, например: тӥрен кора — рубит топором, Педорен ужамы — работали вместе с Фёдором, басын кырӟан — пение басом, сюлмыным шӧдӥсько — чувствую сердцем.

### Местный падеж
Местный падеж (окон -ын) обозначает место действия, нахождение в определённой точке, например: вуын — в воде, школаын — в школе, корка(ы)н — в доме. Может выражать временные отношения, а также профессию, род занятий, должность: витетӥ часын — в пятом часу, бригадирын ужа — работает бригадиром.

### Входный падеж
Входный падеж (окон. -э (-е), -ы, реже нулевое) обозначает место, куда направляется действие, или реже — время, занятие, должность: школае мынэ — идёт в школу, нюлэскы кошкиз — уехал в лес, корка(е) пыриз — зашёл в избу, арня нуналлы экскурсие ветлӥмы — в воскресенье ходили на экскурсию.

### Исходный падеж
Исходный падеж (окончания -ысь, реже -сь) обозначает место, откуда исходит действие; в приименных сочетаниях существительное может выступать в роли определения, например, Казаньысь тытчы лыктэм — приехал сюда из Казани, институтысь комсомолецъёс — институтские комсомольцы (то есть комсомольцы из института).

### Отдалительный падеж
Отдалительный падеж (окон. -ысен, -сен) обозначает место, служащее исходным пунктом движения, действия, например: Ижевсысен Москваозь самолётэн лобамы — от Ижевска до Москвы (мы) летели самолётом.

### Переходный падеж
Переходный падеж (окон. -этӥ (-етӥ), тӥ) обозначает место по которому (через которое) происходит движение, например: ульчаетӥ автобус кошкиз — по улице прошёл автобус, Ӟапык отчы пырыку, со укноетӥ учке вал — когда Ӟапык заходил туда, он смотрел в окно.

### Направительный падеж
Направительный падеж (окон. -лань) обозначает направление движения, действия в пространстве или во времени; например: Толя шурлань бызиз — Толя побежал по направлению к реке, гужемлань озьы луиз — это случилось ближе к лету.

### Предельный падеж
Предельный падеж (окон. -озь, -ёзь) обозначает предел действия, например: арамаозь бызимы — (мы) бежали до рощи, ӝытозь ужазы — (они) работали до вечера.
| Простое склонение существительных | Простое склонение существительных | Простое склонение существительных | Простое склонение существительных | Простое склонение существительных |
| Падеж                             | сузэр (млад. сестра)              | вал (лошадь)                      | шур (река)                        | ты (озеро)                        |
| Единственное число                | Единственное число                | Единственное число                | Единственное число                | Единственное число                |
| --------------------------------- | --------------------------------- | --------------------------------- | --------------------------------- | --------------------------------- |
| Именительный                      | сузэр                             | вал                               | шур                               | ты                                |
| Винительный                       | сузэрез                           | валлэз                            | шурез                             | тыэз                              |
| Родительный                       | сузэрлэн                          | валлэн                            | шурлэн                            | тылэн                             |
| Разделительный                    | сузэрлэсь                         | валлэсь                           | шурлэсь                           | тылэсь                            |
| Дательный                         | сузэрлы                           | валлы                             | шурлы                             | тылы                              |
| Лишительный                       | сузэртэк                          | валтэк                            | шуртэк                            | тытэк                             |
| Соответственный                   | сузэръя                           | валъя                             | шуръя                             | тыя                               |
| Творительный                      | сузэрен                           | валэн                             | шурен                             | тыэн                              |
| Местный                           | -                                 | -                                 | шурын                             | тыын                              |
| Входный                           | -                                 | -                                 | шуре                              | тыэ                               |
| Исходный                          | -                                 | -                                 | шурысь                            | тыысь                             |
| Отдалительный                     | -                                 | -                                 | шурысен                           | тыысен                            |
| Переходный                        | -                                 | -                                 | шуретӥ, шуртӥ                     | тыэтӥ                             |
| Направительный                    | -                                 | -                                 | шурлань                           | тылань                            |
| Предельный                        | -                                 | -                                 | шурозь                            | тыозь                             |
| Множественное число               |                                   |                                   |                                   |                                   |
| Именительный                      | сузэръёс                          | валъёс                            | шуръёс                            | тыос                              |
| Винительный                       | сузыръёсыз, сузыръёсты            | валъёсыз, валъёсты                | шуръёсыз, шуръёсты                | тыосыз, тыосты                    |
| Родительный                       | сузэръёслэн                       | валъёслэе                         | шуръёслэн                         | тыослэн                           |
| Разделительный                    | сузэръёслэсь                      | валъёсэсь                         | шуръёслэсь                        | тыослэсь                          |
| Дательный                         | сузэръёслы                        | валъёсы                           | шуръёслы                          | тыослы                            |
| Лишительный                       | сузэръёстэк                       | валъёстэк                         | шуръёстэк                         | тыостэк                           |
| Соответственный                   | сузэръёсъя                        | валъёсъя                          | шуръёсъя                          | тыося                             |
| Творительный                      | сузэръёсын                        | валъёсын                          | шуръёсын                          | тыосын                            |
| Местный                           | -                                 | -                                 | шуръёсын                          | тыосын                            |
| Входный                           | -                                 | -                                 | шуръёсы                           | тыосы                             |
| Исходный                          | -                                 | -                                 | шуръёсысь                         | тыосысь                           |
| Отдалительный                     | -                                 | -                                 | шуръёсысен                        | тыосысен                          |
| Переходный                        | -                                 | -                                 | шуръёстӥ                          | тыостӥ                            |
| Направительный                    | -                                 | -                                 | шуръёслань                        | тыослань                          |
| Предельный                        | -                                 | -                                 | шуръёсозь                         | тыосозь                           |

### Категория притяжательности
| Обладатель один   | Обладатель один                                                           | Обладатель один                                                             | Обладатель один | Обладатель один |
|                   | Обладаемый один                                                           | Обладаемых много                                                            |                 |                 |
| Лицо              | Значения аффиксов                                                         | Значения аффиксов                                                           |                 |                 |
| ----------------- | ------------------------------------------------------------------------- | --------------------------------------------------------------------------- | --------------- | --------------- |
| 1 л               | -э, (-е); -ы (мой, моя, моё): эше (мой товарищ), киы(моя рука)            | -ёс-ы, ос-ы (мои): эшъёсы (мои товарищи), киосы (мои руки)                  |                 |                 |
| 2 л               | -эд, (-ед); -ыд (твой, твоя, твоё): эшед (твой товарищ), киыд (твоя рука) | -ёс-ыд, ос-ыд (твои): эшъёсыд (твои товарищи), киосыд (твои руки)           |                 |                 |
| 3 л               | -эз, (-ез); -ыз (его, её): эшез (его, её товарищ), киыз (его, её рука)    | -ёс-ыз, -ос-ыз (его, её): эшъёсыз (его, её товарищи), киосыз (его, её руки) |                 |                 |
| Обладателей много |                                                                           |                                                                             |                 |                 |
| 1 л               | -мы (наш, наша, наше): эшмы (наш товарищ), волмы (наша лошадь)            | -ёс-мы, ос-мы (наши): эшъёсмы (наши товарищи), киосмы (наши руки)           |                 |                 |
| 2 л               | -ды, (-ты) (ваш, ваша, ваше): эшты (ваш товарищ), валда (ваша лошадь)     | -ёс-ты, -ос-ты (ваши) эшъёсмы (ваши товарищи), киосмы (ваши руки)           |                 |                 |
| 3 л               | -зы, (-сы) (их): эшсы (их товарищ), валзы (их лошадь)                     | -ёс-сы, ос-сы (их): эшъёссы (их товарищи), киоссы (их руки)                 |                 |                 |

Удмуртский язык обладает богатыми и сложными формами, выражающими отношения принадлежности. При обозначении одного обладателя и одного обладаемого обычно употребляются аффиксы -э (-е), -эд (-ед), -эз (-ез). Но имеются определённые семантические группы существительных, в которых выступают аффиксы -ы, -ыд, -ыз. Сюда относятся некоторые существительные, обозначающие части тела, части отдельных предметов, внутреннее состояние и внешние признаки живых существ, а также некоторые существительные, выражающие понятие родственных отношений, например: йыры (моя голова), ныр-ыд (твой нос), пель-ыз (его, её ухо), мылкыд-ы (моё желание, настроение), лул-ыд (твоя душа), тусбуй-ыз (его, её облик, внешний вид), вылтыры (моё тело), ныд-ыз (его, её черенок (лопаты, ножа)), ныл-ы (моя дочь), вын-ыд (твой старший брат).

## Местоимение
Местоимения в удмуртском языке изменяются таким же образом, как и существительные. Тем не менее, личные местоимения не могут изменяться в предложных падежах.

### Личные местоимения
Личные местоимения мон, тон в родительном, дательном и разделительном падежах изменяют свои корневые гласные (о>ы), в творительном падеже имеют две формы: монэн и монэным, тонэн и тонэныд. Местоимения ми, тӥ в винительном, родительном, разделительном, дательном и предложном падежах имеют основы мил-, тӥл-, в винительном и творительном падежах употребляются в двух формах: милемыз и милемды, тӥленды и тӥленыды.
| Личные местоимения  | Личные местоимения |
| Удмуртский          | Русский            |
| Единственное число  | Единственное число |
| ------------------- | ------------------ |
| мон                 | я                  |
| тон                 | ты                 |
| со                  | он/она/оно         |
| Множественное число |                    |
| ми                  | мы                 |
| тӥ                  | вы                 |
| соос                | они                |

| Личные местоимения | Личные местоимения | Личные местоимения | Личные местоимения | Личные местоимения | Личные местоимения | Личные местоимения |
| Падеж              | 1 лицо, ед.ч.      | 2 лицо ед.ч.       | 3 лицо ед.ч.       | 1 лицо мн.ч.       | 2 лицо мн.ч.       | 3 лицо мн.ч.       |
| ------------------ | ------------------ | ------------------ | ------------------ | ------------------ | ------------------ | ------------------ |
| Именительный       | мон                | тон                | со                 | ми                 | тӥ                 | соос               |
| Родительный        | мынам              | тынад              | солэн              | милям              | тӥляд              | соослэн            |
| Винительный        | монэ               | тонэ               | сое                | милемыз ~ милемды  | тӥледыз ~ тӥледды  | соосыз ~ соосты    |
| Разделительный     | мынэсьтым          | тынэсьтыд          | солэсь             | милесьтым          | тӥлесьтыд          | соослэсь           |
| Дательный          | мыным              | тыныд              | солы               | милем(лы)          | тӥлед(лы)          | соослы             |
| Творительный       | монэн ~ монэным    | тонэн ~ тонэныд    | соин               | милемын ~ миленымы | тӥледын ~ тӥленыды | соосын             |
| Лишительный        | монтэк             | тонтэк             | сотэк              | митэк              | тӥтэк              | соостэк            |
| Соответственный    | монъя              | тонъя              | соя                | мия                | тӥя                | соосъя             |
| Направительный     | монлань            | тонлань            | солань             | милань             | тӥлань             | соослань           |

### Вопросительно-относительные местоимения
Кин — кто, ма (мар) — что, кыӵе — какой, кудиз (куд-) — который. Кин и ма (мар) могут иметь аффиксы притяжательности, числа и лица: кинэд — кто (этот) твой, кинды — кто (этот) ваш. Местоимение кудӥз склоняется так же, как и прилагательное с выделительно-указательным аффиксом.
| Вопросительные местоимения (именительный падеж) | Вопросительные местоимения (именительный падеж) |
| Удмуртский                                      | Русский                                         |
| Ед.ч.                                           | Ед.ч.                                           |
| ----------------------------------------------- | ----------------------------------------------- |
| ма                                              | что                                             |
| кин                                             | кто                                             |
| Мн.ч.                                           |                                                 |
| маос                                            | что                                             |
| кинъёс                                          | кто                                             |

Следующая таблица показывает склонения вопросительных местоимений в падежах:
| Вопросительные местоимения (все падежи) | Вопросительные местоимения (все падежи) | Вопросительные местоимения (все падежи) | Вопросительные местоимения (все падежи) | Вопросительные местоимения (все падежи) |
| Падеж                                   | кин-                                    | Русский                                 | ма-                                     | Русский                                 |
| --------------------------------------- | --------------------------------------- | --------------------------------------- | --------------------------------------- | --------------------------------------- |
| Именительный                            | кин                                     | кто                                     | ма                                      | что                                     |
| Винительный                             | кинэ                                    | кого                                    | мае                                     | что                                     |
| Родительный                             | кинлэн                                  | у кого, чей                             | малэн                                   | чего, у чего                            |
| Разделительный                          | кинлэсь                                 | от кого                                 | малэсь                                  | от чего, у чего                         |
| Дательный                               | кинлы                                   | кому                                    | малы                                    | чему                                    |
| Творительный                            | кинэн                                   | кем                                     | маин                                    | чем                                     |
| Лишительный                             | кинтэк                                  | без кого                                | матэк                                   | без чего                                |
| Соответственный                         | кинъя                                   | согласно кому                           | мая                                     | согласно чему                           |
| Местный                                 | кытын                                   | где                                     | маын                                    | в чём                                   |
| Входной                                 | кытчы                                   | куда                                    | -                                       | -                                       |
| Исходный                                | кытысь                                  | откуда                                  | маысь                                   | из чего                                 |
| Отдалительный                           | кытысен                                 | откуда                                  | маысен                                  | от чего                                 |
| Предельный                              | кытчыозь                                | до куда                                 | маозь                                   | до чего                                 |
| Переходный                              | кытӥ                                    | по какому месту                         | матӥ (маэтӥ)                            | по чему                                 |
| Направительный                          | кинлань                                 | по направлению к кому                   | малань                                  | по направлению к чему                   |